# Montu
Montu je bil sokol-bog vojne v staroegipčanski mitologiji. Montujevo ime, pisano v egipčanskih hieroglifih in čitano proti desni, se tehnično prečrkuje v mntw. Zaradi težav pri prečrkovanju, se ime pogosto piše kot Mont, Montu, Montju ali  Mentu.
Montu je bil star bog. Njegovo ime pomeno nomad,  prvotno manifestacijo žgočega učinka sonca, Ra. Kot tak se je pogosto omenjal kot Montu-Ra. Uničevalnost te značilnosti je privedla do tega, da je pridobil tudi značilnosti bojevnika in sčasoma postal bog vojne.
Zaradi povezovanja  podivjanega bika z močjo in vojno se je Montu manifestiral tudi kot bel bik s črnim obrazom, katerega so imenovali Buhis.  Največji egipčanski faraoni-generali so sebe naslavljali z mogočni bik, sin Montuja. V znameniti pripovedi o bitki pri Kadešu naj bi se Ramzes II., ko je zagledal sovražnika, »razbesnel nanj kot Montu, gospodar Teb«.
V staroegipčanski umetnosti so Montuja upodabljali kot moža s sokoljo ali bikovo glavo  in z dvema peresoma na glavi, ki nosi sončni disk. Sokol je predstavljal nebo, bik pa moč in vojno. V roki je lahko nosil različno orožje, vključno z ukrivljeno sabljo, lokom in puščicami in nožem.
Montujev tempelj v Medamudu je bil zgrajen verjetno že v Starem kraljestvu. Montujevi templji, vključno s tistim iz Srednjega kraljestva ob trdnjavi Uronarti pod drugim Nilovim kataraktom, so iz 19. stoletja pr. n. št. V Novem kraljestvu je bil velik in impresiven  Montujev  tempelj zgrajen v Armantu. Grško ime Armanta, Hermontis, pomeni Montujeva dežela.
Montu je imel več žena vključno z boginjemi Tenenet, Iunit in žensko obliko Raja, boginjo Rataui.
Mentuhotep, ime več faraonov z Srednjega kraljestva, pomeni Montu je zaovoljen.

## Sklic
1. ↑  Wilkinson, Richard H. (2003): The Complete Gods and Goddesses of Ancient Egypt. Thames & Hudson. str. 150, 203.